# Platycephalus endrachtensis
Platycephalus endrachtensis är en fiskart som beskrevs av Jean René Constant Quoy och Joseph Paul Gaimard 1825. Platycephalus endrachtensis ingår i släktet Platycephalus och familjen Platycephalidae. Inga underarter finns listade i Catalogue of Life.